# Pinelema
Pinelema is een geslacht van spinnen uit de familie Telemidae.

## Soorten
- Pinelema bailongensis Wang & Li, 2012[1]
- Pinelema cunfengensis Zhao & Li, 2017[2]
- Pinelema curcici Wang & Li, 2016[3]
- Pinelema huobaensis Wang & Li, 2016[3]
- Pinelema podiensis Zhao & Li, 2017[2]
- Pinelema qingfengensis Zhao & Li, 2017[2]
- Pinelema xiushuiensis Wang & Li, 2016[3]
- Pinelema yaosaensis Wang & Li, 2016[3]